# John Shaffer
John Wilson Shaffer (ur. 5 lipca 1827 w Lewisburg, zm. w 31 października 1870 w Salt Lake City) – amerykański przedsiębiorca i polityk, gubernator Terytorium Utah od 1 lutego 1870 do śmierci.

## Życiorys
Urodził się w Pensylwanii, ale w 1849 osiadł we Freeport w Illinois i zaangażował się w politykę z ramienia Partii Republikańskiej. Był kupcem, w 1856 roku wybrano go także szeryfem hrabstwa Stephenson. Pracował jako urzędnik i lokalny sędzia w tymże hrabstwie. Podczas wojny secesyjnej walczył po stronie północnej w 15 Ochotniczym Regimencie w Illinois; za ofiarną walkę otrzymał brevet na generała brygady
W lutym 1870 mianowany gubernatorem Terytorium Utah przez prezydenta Ulyssesa Granta. Był zaciekłym przeciwnikiem jakichkolwiek wystąpień i powstań przeciwko rządowi na swoim terenie, zwłaszcza ze strony mormonów i Nauvoo League. Zmarł nagle w trakcie kadencji, którą dokończył Vernon H. Vaughan.
Był metodystą, należał do masonerii. Zgodnie z wolnomularskim obyczajem pochowano go w Illinois.